# Bolívar (Aragua)
Pour les articles homonymes, voir Bolívar.
Bolívar est l'une des dix-huit municipalités de l'État d'Aragua au Venezuela. Son chef-lieu est San Mateo. En 2011, la population s'élève à 38 047 habitants.

## Géographie

### Subdivisions
Selon l'Institut national de statistique et contrairement à la plupart des municipalités du pays, la municipalité de Bolívar ne comporte aucune paroisse civile.